# Унжа (притока Волги)
У́нжа — річка в Росії, ліва притока Волги. Тече територією Вологодської і Костромської областей. Довжина 426 км, площа басейну 27,8 тисяч км².
Річка бере початок двома витоками на Північних Увалах, впадає в Унжинську затоку Горьківського водосховища. Середня витрата води біля міста Макар'єв 156 м³/с.
У басейні річки 158 озер і водосховищ загальною площею 5,83 км². Судноплавна в нижній течії, сплавна.
На річці розташовані міста Кологрив, Мантурово, Макар'єв.